# Gavia howardae
Gavia howardae je prapovijesna vrsta ptice iz reda plijenora. Živjela je u ranom pliocenu. Obitavala je na području savezne države SAD-a, Južne Karoline. Možda je blisko povezana s pacifičkim plijenorom, ali je ipak povezanija s crvenogrlim plijenorom, moguće je da je dosta drukčija. Navodni fosil s Floride vjerojatno je greška.